# Linda de Vries
Linda de Vries, née le 4 février 1988 à Assen, est une patineuse de vitesse néerlandaise. 

## Biographie
En 2012, elle est médaillée de bronze sur le 1 500 mètres aux Championnats du monde simple distance en plus de gagner l'or en poursuite par équipes. Lors des Championnats du monde toutes épreuves, elle a déjà terminé deux fois quatrième en 2012 et 2013.

## Palmarès

### Championnats du monde simple distance
- Médaille d'or de la poursuite par équipe en 2012 à Heerenveen
- Médaille de bronze du 1 500 m en 2012

### Coupe du monde
- 2 podiums individuels.